# Tamjanika Crna

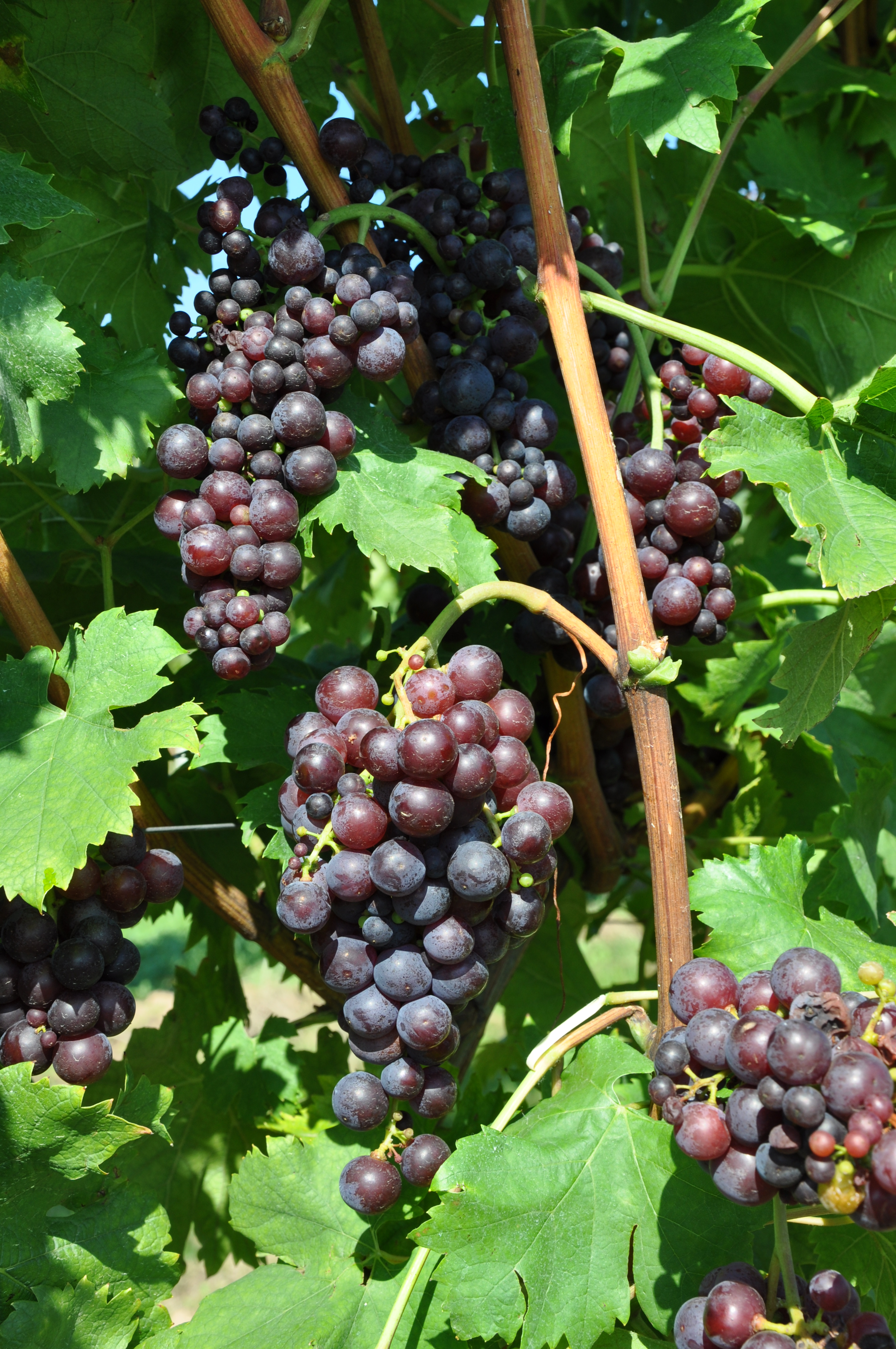
Rosenmuskateller – Tamjanika Crna

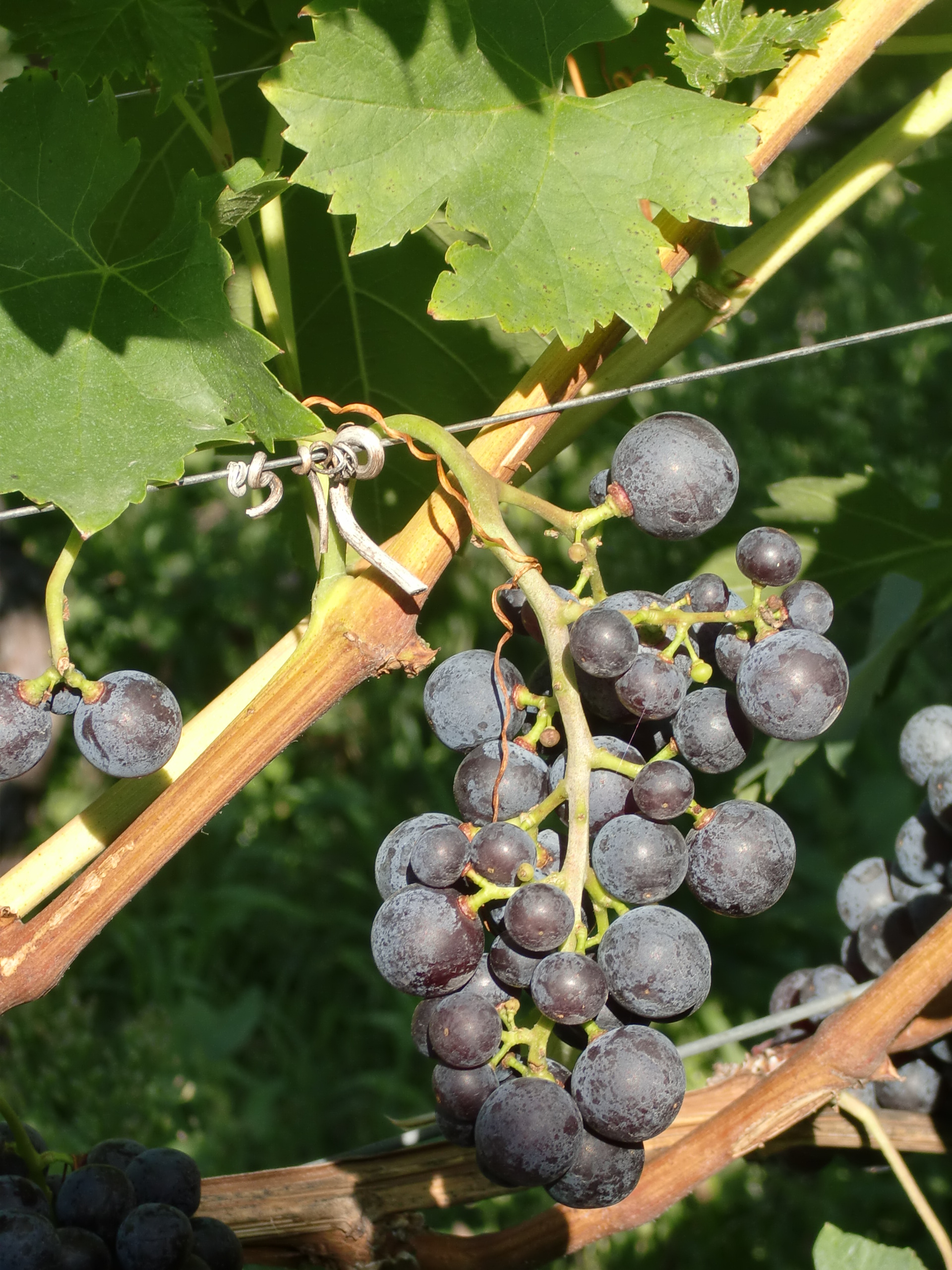
Verrieselte Traube der Sorte Rosenmuskateller

Tamjanika Crna, bekannt unter dem Synonym Rosenmuskateller, ist eine sehr seltene Rotweinsorte. Sie gehört zur großen Gruppe der Muskatellersorten. In Südtirol wird die Sorte fast ausschließlich als Dessertwein ausgebaut und hat sich damit als Besonderheit einen Namen gemacht. Heute ist der vollmundige, aromatische und komplexe Süßwein mit intensivem Rosenduft eine seltene und gefragte Spezialität. Sie ist eine sehr anspruchsvolle Rebsorte und bringt nur geringe Erträge. Trocken ausgebaute Weine sind meist bitter und von mäßiger Struktur und Qualität.

## Herkunft, Abstammung
Die Sorte hat ihren Ursprung im Balkan.
Gentechnische Untersuchungen ergeben keine eindeutigen Ergebnisse. Einer im Jahre 2001 erfolgten DNA-Analyse nach ist sie ein direkter Nachkomme vom Gelben Muskateller, der zweite Elternteil ist noch unbekannt. Es gibt aber auch ein Untersuchungsergebnis, welches andere Schlüsse zulässt. Dabei ist aber nicht sicher, ob bei den Untersuchungen der gleiche Rosenmuskateller untersucht wurde. Es gibt daher keine einheitliche Meinung dazu.  Bereits 1999 stellte sich heraus, dass die kroatische Muskat Ruza Porecki identisch ist.

## Ampelographische Sortenmerkmale
- Das Triebwachstum ist stark und aufrecht.
- Die Blüte ist weiblich und kann sich deswegen selbst nicht befruchten. Die Blüten sind daher sehr empfindlich. Aus diesem Grund bringt die Sorte nur geringe Erträge.[4]
- Das Stielgerüst der Trauben ist mittel bis groß, viele Beeren bleiben samenlos (Jungfernbeeren). Das Traubengewicht schwankt aufgrund der uneinheitlichen Befruchtung sehr stark. Die Beerenschale ist dünner als beim ‘Gelber Muskateller’.[2] Rosenmuskatellertrauben müssen sehr lange am Stock hängenbleiben, bis die Beeren schrumpfen. Nur dann wird erst durch Schrumpfen der Beeren ein hoher Zuckergehalt  erreicht, welcher für die Erzeugung eines hochwertigen Dessertweine notwendig ist.

Reife: spät

## Ertrag
Der Ertrag ist sehr gering und unsicher.
In Südtirol liegen die Ertragserwartung zwischen 20 und 50 dt/ha. Es gibt auch fruchtbarere Klone und Selektionen, die Weinqualität wird mit diesen allerdings bei weitem nicht erreicht.

## Ansprüche
Lage

Rosenmuskateller kann bis in mittelhohe Lagen auf ca. 500 m ü. d. M. in Südtirol gepflanzt werden. Die Sorte braucht luftige, warme Lagen. In hohen Lagen ist die Fruchtbarkeit der Sorte häufig zu gering. Lagen mit verstärkter Taubildung (erhöhter Botrytisbefall) sind für die Sorte zu meiden.
Boden

Die Sorte sollte auf leichten, sandigen Böden ausgepflanzt werden. Tiefgründige, fruchtbare und dadurch wüchsige Standorte sind für die Sorte nicht geeignet.

## Vor- und Nachteile
Vorteile
- Eignet sich gut wegen des aufrechten Triebwuchses für die Spaliererziehung.
- Die Anfälligkeit gegen Traubenwelke ist sehr gering.
- Die Anfälligkeit gegen Peronospora ist mittel und gegen Oidium gering.

Nachteile
- Hat eine hohe Anfälligkeit gegen Stiellähme, Botrytis (dünne Beerenschale) und Essigfäule.
- Die Sorte benötigt einen langen Streckerschnitt (Flachbogen) und soll nicht zu kurz angeschnitten werden.
- Blüte ist weiblich; Selbstbestäubung daher nicht möglich – hohe Blüteempfindlichkeit.
- Bringt nur geringe, unsichere und unregelmäßige Erträge.
- Bei der Weinlagerung verlieren die Weine ihre Duftigkeit.
- Nur für Dessertweinerzeugung geeignet.
- Trocken ausgebaute Weine sind meist bitter und besitzen nur eine mäßige Struktur und Qualität.

## Verbreitung
In Italien, speziell in Südtirol und der Region Friaul-Julisch Venetien, ist die Sorte nur auf kleinen Flächen zu finden (ca. 58 Hektar, Stand 1998). Weiteres in Frankreich (Elsass, ca. 30 Hektar) und in Österreich (Burgenland, ca. 15 Hektar).

## Wein
Nur gut ausgereifte Trauben bringen sehr intensive, fruchtige, aromatische zwiebelschalenfarbige Rotweine. Das Aroma geht stark in Richtung Rosenduft und Gewürze. Die Südtiroler Rosenmuskateller werden meistens edelsüß ausgebaut und sind in ihrer Jugend sehr blumig. Bei der Lagerung verliert der Wein jedoch seine Duftigkeit. Reichtragende Klone und Selektionen bringen eine deutlich geringere Weinqualität mit mehr Bitterstoffen. Trocken ausgebaute Weine sind meist bitter und von mäßiger Struktur.

## Synonyme
Synonyme 21: Isonzo, Krajinska Tamjanika Crna, Moscata Rossa, Moscato delle Rose Nero, Moscato Rosa, Moscato Rosa del Trentino, Moscato Rosa Di Madera, Moscato Rosato, Moscato Rosso, Moscita Rosa, Muscadel of Roses Black, Muscat des Roses Noir, Muscat Rose, Muskat Crveni, Muskat Ruza, Muskat Ruza Crni, Muskat Ruza Omiski, Muskat Ruza Porecki, Rosenmuskateller, Rosenmuskateller Blauer, Uva Rosa.